# 赵磨
赵磨（?—?），又作赵摩、赵酋摩、赵酋磨，唐朝牂柯西赵蛮首领。
赵磨的领地在牂柯境内（今贵州省贞丰县、望谟县一带），风俗和东谢蛮相同，赵氏世代为酋长，拥兵一万，自古没有和中原交往。唐太宗贞观三年（629年）遣使入贡，贞观二十一年（647年）他率领所部万余户内附唐朝，唐太宗李世民以其地为明州，赵磨为明州刺史。